# Physocyclus globosus
Physocyclus globosus är en spindelart som först beskrevs av Władysław Taczanowski 1874.  Physocyclus globosus ingår i släktet Physocyclus och familjen dallerspindlar. Inga underarter finns listade i Catalogue of Life.